# Windows System Assessment Tool
Windows System Assessment Tool (WinSAT) est le nom de code du système d'optimisation automatique de Microsoft Windows Vista et de Microsoft Windows 7.
Voir Microsoft Windows Vista#WinSAT

## Rendre moins gourmande l'interface graphique de Vista
Si la carte graphique de l'ordinateur n'est pas assez puissante, WinSAT modifiera le paramétrage de Aero pour en tenir compte (transparence et autres paramètres).